# Chute dans le réel
Chute dans le réel est un recueil français de plusieurs romans et nouvelles de science-fiction de Robert Silverberg, paru en 1996.

## Parution
- Omnibus, Janvier 1996, 1076 pages  (ISBN 2-258-04059-0).

## Préface
- Jacques Goimard : Les Profondeurs de l'histoire

## Liste des romans et nouvelles

### Un jeu cruel
- Titre original : Thorns
- Traducteur : Michel Deutsch

### L'Homme dans le labyrinthe
- Titre original : The Man in the Maze
- Traducteur : Michel Rivelin

### Les Ailes de la nuit
- Titre original : Nightwings
- Traducteur : Michel Deutsch
- Remarque : la nouvelle reçoit le prix Hugo de la meilleure novella en 1969.

### La Tour de verre
- Titre original : The Tower of Glass
- Traducteur : Simone Hilling

### Le Fils de l'homme
- Titre original : Son of Man
- Traducteur : Dominique Haas
- Résumé :

### La Sangsue
- Titre original : Warm Man
- Traducteur : Suzanne Rondard

### L'Homme qui n'oubliait jamais
- Titre original : The Man Who Never Forgot
- Traducteur : Catherine Grégoire

### Le Chemin de la nuit
- Titre original : Road to Nightfall
- Traducteur : Philippe R. Hupp

### Issus d'une même couvée
- Titre original : Birds of a Feather
- Traducteur : Alain Dorémieux
- Résumé :

### Il était une vieille femme
- Titre original : There Was an Old Woman—
- Traducteur : Alain Dorémieux

### Le Coup du téléphone
- Titre original : Mugwump Four
- Traducteur : Michel Demuth
- Résumé :

### Les Colporteurs de souffrance
- Titre original : The Pain Peddlers
- Traducteur : Arlette Rosenblum

### Le Sixième Palais
- Titre original : The Sixth Palace
- Traducteur : René Lathière

### La Prison temporelle
- Titre original : Hawksbill Station
- Traducteur : Guy Abadia

### Trip dans le réel
- Titre original : The Reality Trip
- Traducteur : Alain Dorémieux
- Résumé :

### Jour de bonheur en 2381
- Titre original : A Happy Day in 2381
- Traducteur : Bruno Martin
- Résumé :

### Un personnage en quête de corps
- Titre original : Ringing the Changes
- Traducteur : Jacques Chambon
- Résumé :

### Dans les crocs de l'entropie
- Titre original : In Entropy's Jaws
- Traducteur :
- Résumé :